# John Savage
John Savage, geboren als John Youngs, (Old Bethpage (New York), 25 augustus 1949) is een Amerikaans acteur, productiemanager en componist.
Zijn eerste grote film-rol was die van Steven, een oorlogsgevangene, in de film The Deer Hunter (1978) van Michael Cimino.
Zijn bekendste rol was die van Claude Bukowski in de film Hair (1979).
De laatste jaren speelde hij in films en televisiefilms, onder andere de rol van Donald Lydecker in het eerste seizoen van Dark Angel en die van Capt. Ransom in de tweedelige aflevering Equinox van Star Trek: Voyager.
Een andere opmerkelijke rol is die van Henry Scudder in de door Home Box Office geproduceerde serie Carnivàle. Hij verscheen ook in Law & Order: Special Victims Unit.
Savage is de oudere broer van acteur Jim Youngs en is de vader van Jennifer Youngs.

## Beperkte filmografie
- Gibbsville (1976-1977) - Jim Malloy (televisieserie)
- The Deer Hunter (1978) - Steven
- Hair (1979) - Claude Hooper Bukowski
- The Onion Field (1979) - Karl Francis Hettinger
- Maria's Lovers (1984) - Ivan Bibic
- Soldier's Revenge (1985) - Frank Morgan
- Salvador (1986) - John Cassady
- Do the Right Thing (1989) - Clifton
- The Godfather Part III (1990) - pater Andrew Hagen
- The Thin Red Line (1998) - Sgt. McCron
- Star Trek: Voyager (1999) - Captain Rudy Ransom (televisieserie)
- Dark Angel (2000-2001) - Kolonel Donald Lydecker (televisieserie)
- Everwood (2002+2005) - Daniel Maxwell (televisieserie)
- Carnivàle (2003-2005) - Henry 'Hack' Scudder (televisieserie)
- Cleaners (2014) - Marcus Walker (televisieserie)

- Biblioteca Nacional de España: XX4579986
- Bibliothèque nationale de France: cb138994394 (data)
- Gemeinsame Normdatei: 129605301
- International Standard Name Identifier: 0000 0001 1773 1721
- Library of Congress Control Number: no97018018
- Nationale Bibliotheek van Letland: 000294450
- MusicBrainz: 5440ceba-03ea-4fd4-81aa-4f6e137e497b
- Nationale Bibliotheek van Tsjechië: xx0068054
- Nationale Bibliotheek van Israël: 987007604659205171
- Nationale Bibliotheek van Polen: a0000001601793
- Nederlandse Thesaurus van Auteursnamen: 071443223
- SNAC: w6000xpz
- Système universitaire de documentation: 061586927
- Virtual International Authority File: 85743834
- WorldCat: E39PBJhmH9RMm9dwc8d4rrjt8C